# قوشابلاغ (جبرئیل)
قوشابلاغ (به لاتین: Qoşabulaq) یک منطقه مسکونی در جمهوری آذربایجان است که در شهرستان جبراییل واقع شده است. 